# Llista de peixos d'Idaho

Localització d'Idaho als Estats Units

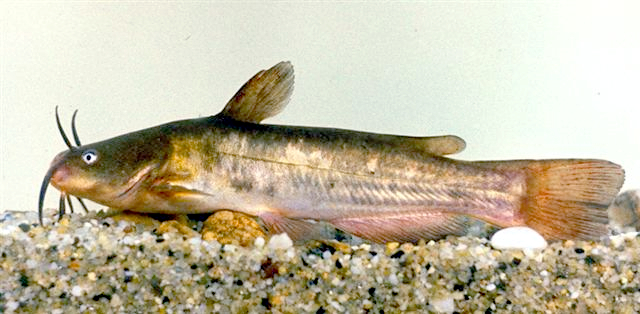
Peix gat bru (Ameiurus nebulosus)

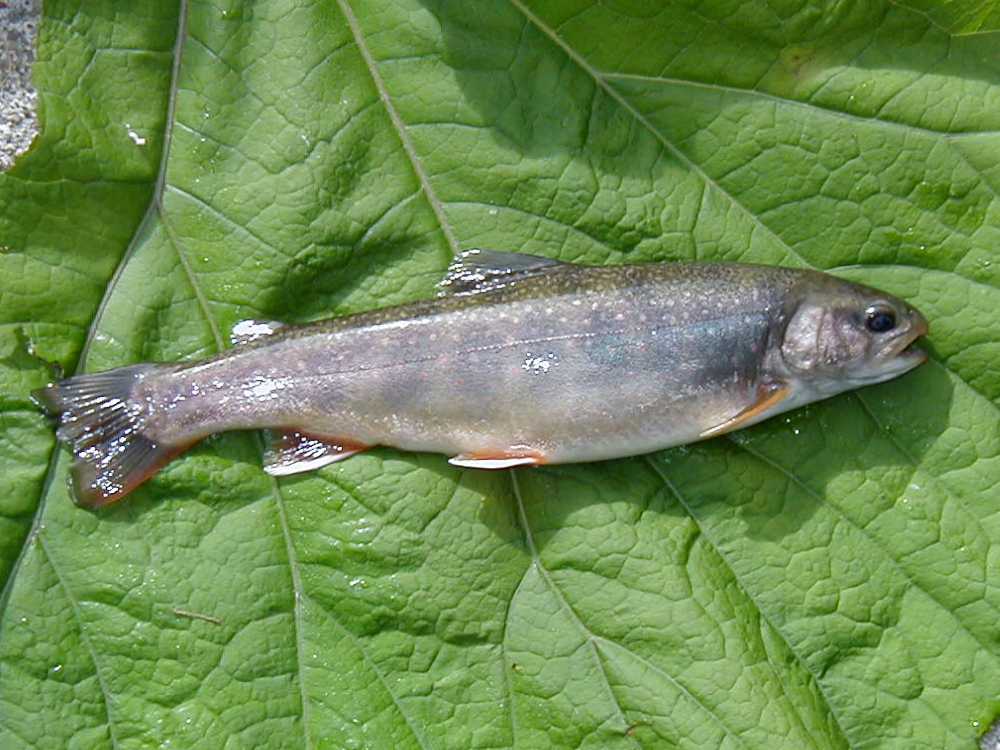
Salvelinus malma

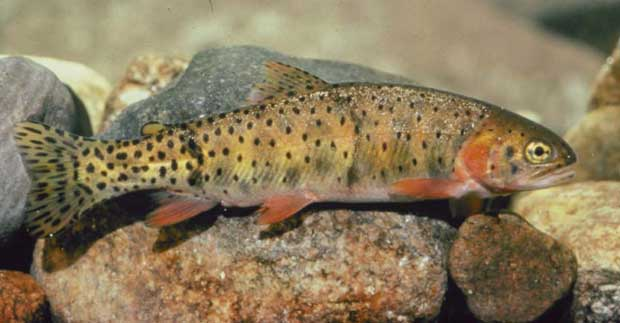
Truita de Clark (Oncorhynchus clarkii)

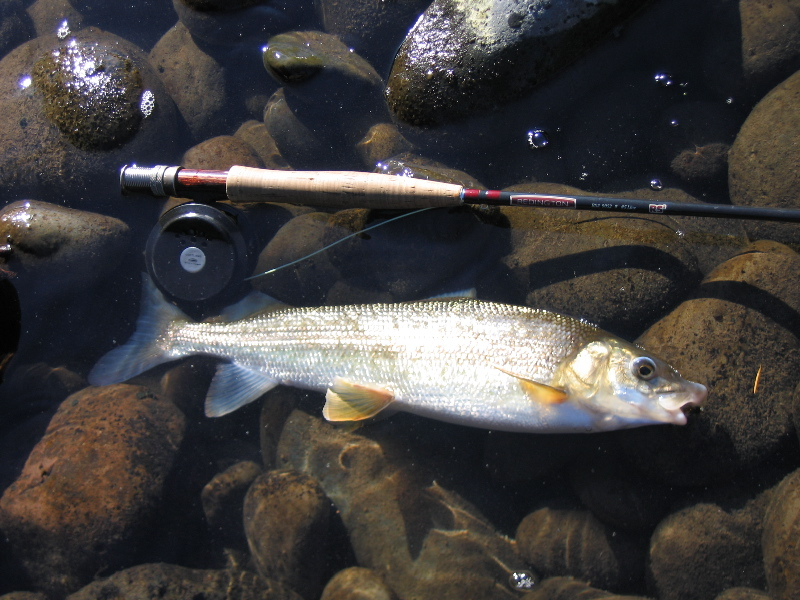
Prosopium williamsoni

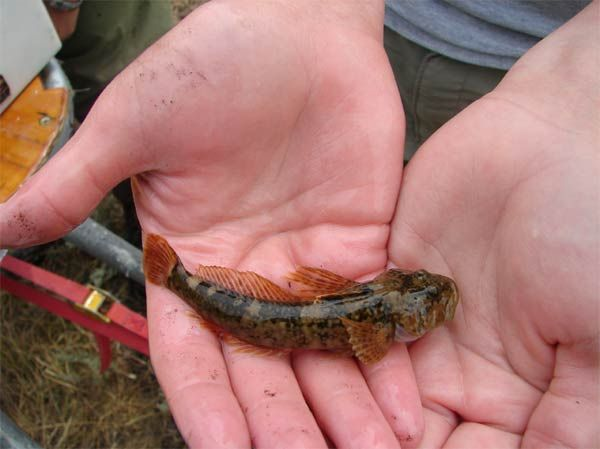
Cottus leiopomus

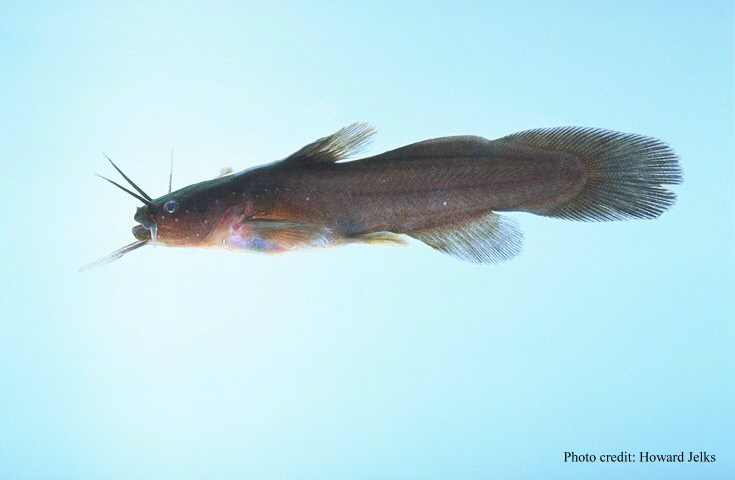
Noturus gyrinus

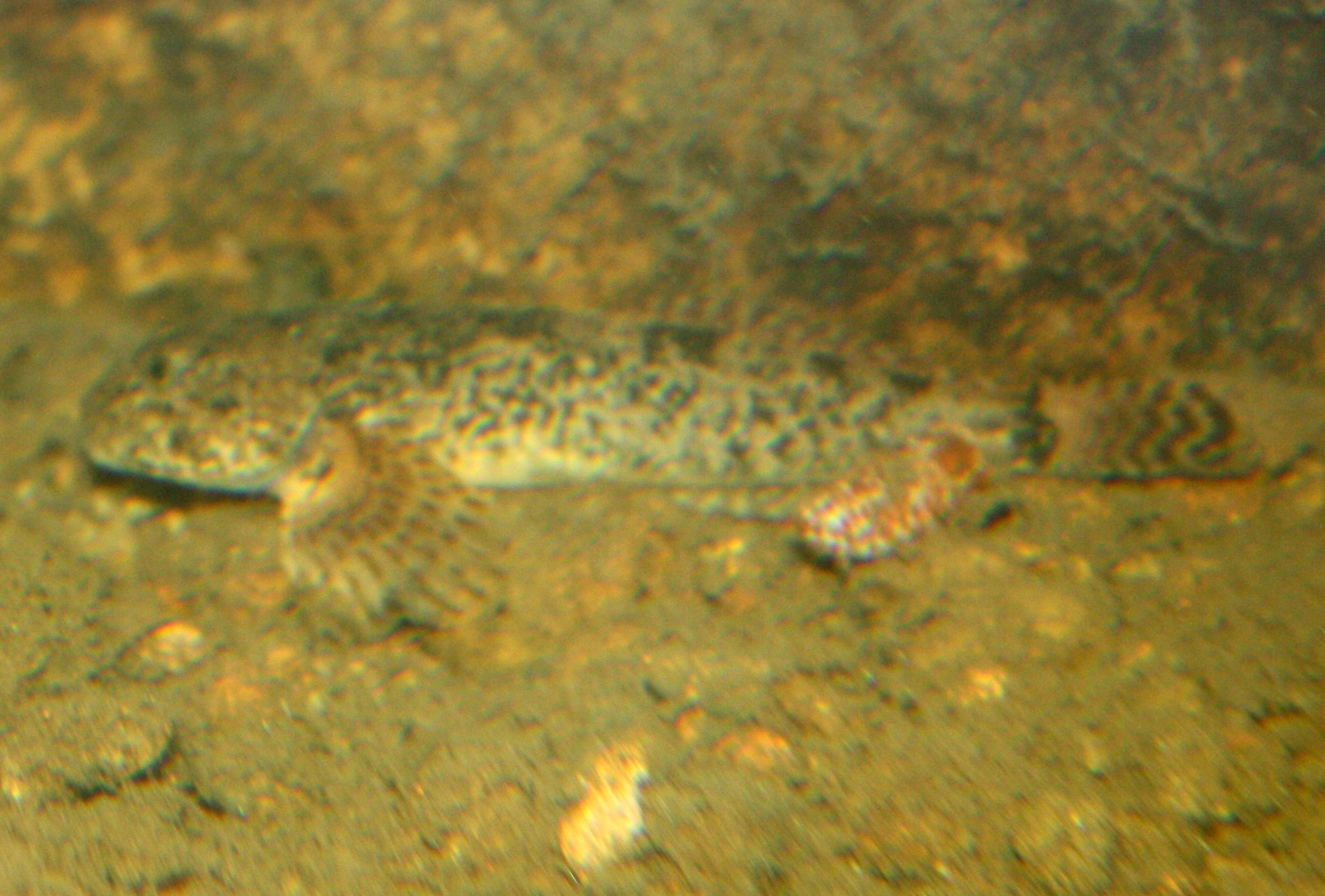
Cottus beldingii

Aquesta llista de peixos d'Idaho inclou 33 espècies de peixos que es poden trobar actualment a Idaho (Estats Units) ordenades per l'ordre alfabètic de llurs noms científics.

## A
- Acrocheilus alutaceus
- Amatitlania nigrofasciata
- Ameiurus nebulosus

## C
- Catostomus ardens
- Catostomus columbianus
- Catostomus discobolus
- Catostomus macrocheilus
- Cottus beldingii
- Cottus confusus
- Cottus extensus
- Cottus greenei
- Cottus hubbsi[1]
- Cottus leiopomus[2]
- Cottus rhotheus
- Cottus schitsuumsh[3]

## G
- Gila atraria

## L
- Lepidomeda copei

## M
- Misgurnus anguillicaudatus
- Mylocheilus caurinus

## N
- Noturus gyrinus

## O
- Oncorhynchus clarkii[4]
- Oreochromis mossambicus

## P
- Percopsis transmontana
- Poecilia reticulata
- Prosopium abyssicola[5]
- Prosopium gemmifer[5]
- Prosopium spilonotus[5]
- Prosopium williamsoni[6]

## R
- Rhinichthys falcatus
- Rhinichthys umatilla
- Richardsonius balteatus

## S
- Salvelinus malma
- Siphateles bicolor[7]